# Kokoshnik

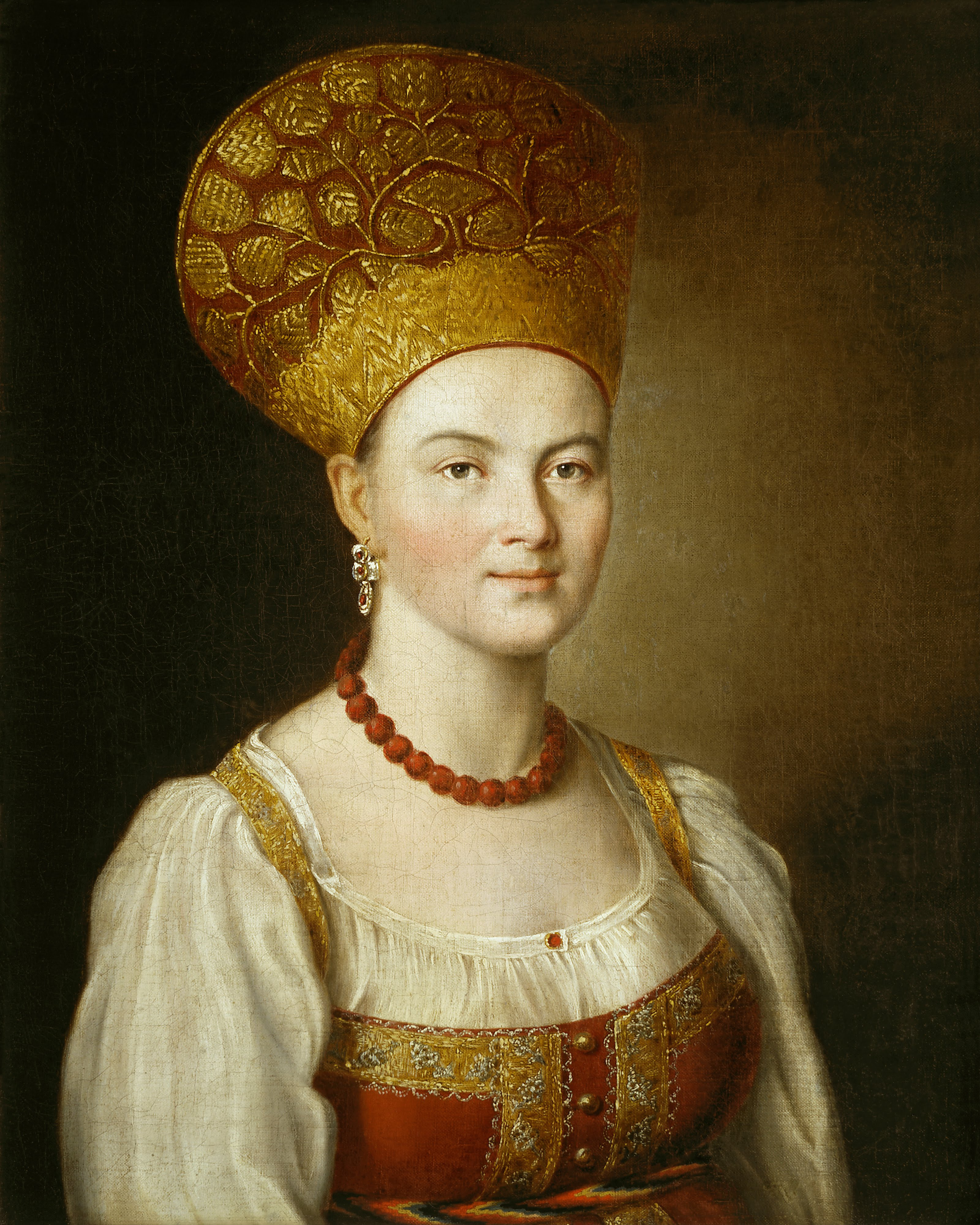
Retrato de campesina desconocida al estilo ruso de Iván Argunov, 1784, luciendo un kokóshnik.

El Kokóshnik (en ruso: коко́шник, romanizado: Kokóshnik, lit. 'kɐˈkoʂnʲɪk') es un tocado femenino tradicional de Rusia usado con el vestido típico del sarafán durante los siglo XVI hasta el siglo XIX.
Este tipo de tocado puede ser puntiagudo o redondeado y estar conectado a la parte posterior de la cabeza por las cintas de ancho. La parte frontal a veces se decora con perlas o joyas. 
La palabra kokóshnik aparece en el siglo XVI y proviene del término eslavo kokosh que significa gallina, pero ya se encuentra este tipo de tocado rígido que cubre toda la cabeza en tumbas de los siglos XI a  XII en la región de Novgorod.
Hoy en día, el kokóshnik lo usan grupos folclóricos. 
En joyería, desde finales del siglo XIX hasta la década de 1930 también dio nombre a un tipo de diademas, que reproducían con materiales nobles el perfil del tocado tradicional. 
La diadema tipo kokóshnik fue durante mucho tiempo un símbolo de riqueza, elegancia y asociado a las monarquías. También conocido como  "tiara rusa de ribete", este tipo particular de adorno para la cabeza se inspiró en el tradicional tocado campesino ruso. Consiste en una fila graduada de barras rígidas verticales y brillantes engastadas con diamantes y en forma de "aureola", también se puede usar como un collar. Muy famoso en el Imperio ruso durante el siglo XIX, pronto se convirtió en imprescindible de las casas reales europeas, empezando por el Reino Unido cuando la princesa Alexandra, que se convertiría en la reina Alexandra de Inglaterra, solicitó una diadema al estilo ruso, idéntica a la de su hermana, la emperatriz Maria Feodorovna de Rusia. A finales del siglo XIX, los kokóshniks formaban parte del atuendo de la corte para damas de toda Europa y se mantuvieron de moda hasta finales de la década de 1930. Muy raro hoy en día, todavía están asociados a la seducción y al poder.
El término kokóshnik también se utiliza para describir un elemento arquitectónico característico de las construcciones rusas empleado especialmente en las iglesias ortodoxas del siglo XVI.